# Coty Hernández
Adrián Víctor Hernández más conocido por su nombre artístico Coty Hernández (Isla Crucellas, Santa Fe, Argentina; 26 de diciembre de 1978)  es un cantante, político y compositor de cumbia argentino. Es uno de los referentes de la música tropical santafesina.

## Carrera
Hijo de padre entrerriano, se inició profesionalmente como vocalista del Grupo Alegría de Santa Fe en la década de 1990. Desde 1999 se lució como solista, en aquel entonces como Coty y la Banda del Huy, Huy, Huy, que en el 2005 cambió su nombre por Coty, el más Parrandero . En sus más de dos décadas de carrera  hizo populares temas como Soy negrero, Parrandero, El rechupete, Ese loco que te mira, Muy dentro de mi,  Dime si no es verdad, Tu mayor tentación (covers de Yaire), entre muchos otros. Según contó en una entrevista sobre sus comienzos: 

“Yo caminaba 15 kilómetros para poder ensayar y es porque amo lo que hago. Yo cantaba por el pancho y la coca, el choripán y la coca, y lo digo orgulloso porque me importaba cantar, porque era mi vocación y es lo que amaba desde chiquito”.

En el 2020 se presentó en el programa musical Pasión de sábado conducida por Marcela Baños. También hizo presentaciones en Fiesta de juventud y en el Gran Rex. En ese mismo año su hija sufrió un violento ataque tras ser baleada por dos mujeres en una moto, finalmente pudo recuperarse en el Hospital José María Cullen.
Fanático de Club Atlético Unión de Santa Fe, tiene como amigos a varios jugadores de ese equipo como Droopy Gómez, Mauricio Martínez y Lucas Gamba. En el 2020 le dedicó un tema a su equipo preferido.
Es junto a Los Palmeras, Leo Mattioli, Mario Pereyra, El Brujo Ezequiel, Sergio Torres, Juan Carlos Mascheroni (Los del Fuego), Uriel Lozano y Marcos Castelló, uno de los máximos exponentes de la cumbia en la provincia de Santa Fe.
En 2021 Hernández lanzó su candidatura a diputado nacional por la lista Creo en Santa Fe

## Discografía[8]

### Con Grupo Alegría de Santa Fe
- 1994: Tropibaile Santafesino (compilado de temas inéditos)
- 1995: Volumen 22 (primer disco de estudio)
- 1996: Los máximos éxitos vol. 1
- 1996: Tropibaile Santafecino 2 (compilado de temas inéditos)
- 1997: Los máximos éxitos vol. 2
- 1997: Tropibaile Santafesino vol. 3 (compilado de temas inéditos)
- 1998: Me canse de ser tu amor
- 1998: Tropibaile Santafesino vol. 4 (compilado de temas inéditos)
- 2000: Tropibaile Santafesino vol. 5 (compilado de temas inéditos)
- 2001: 14 Grandes éxitos (incluye un tema inédito)
- 2002: Tropibaile Santafesino vol. 6 (compilado de temas inéditos)

### Solista
- 2001: Soy negrero
- 2002: Sabes que te quiero
- 2003: El más parrandero
- 2004: Bien arriba
- 2005: Ella se menea
- 2006: Como le gusta a mi gente
- 2007: No lo compren... Es malo!
- 2008: De colección
- 2009: De colección vol. II
- 2009: Brillo de mi propia luz
- 2010: Tributo
- 2012: Un nuevo desafío
- 2014: Mensajes del corazón
- 2016: Volvió el parrandero!!!

#### Sencillos
- 2018: Marinero
- 2020: Placer y olvido
- 2020: La mejor versión de mí
- 2021: Tu vida en la mía
- 2021: El mismo aire
- 2021: Me duele tu nombre
- 2022: Universo paralelo
- 2022: Tatengue y parrandero
- 2022: Dime que no
- 2022: Sólo con verte
- 2022: No se va
- 2023: Frágil (con Morelia Hernández)
- 2023: Quédate (con Marcelo Leonardi)
- 2023: Que linda nena
- 2024: La mejor versión de mí, primer invitado - En vivo (con Sergio Torres)
- 2024: Artistas invitados, parte 2 - En vivo (con Ezequiel El Brujo)
- 2024: Artistas invitados, parte 3 - En vivo (con Los del Bohío)
- 2024: Artistas invitados, parte 4 - En vivo (con Juan José Piedrabuena)
- 2024: Artistas invitados, parte 5 - En vivo (con Grupo Cali)
- 2024: Artistas invitados, parte 6 - En vivo (con Morelia Hernández)
- 2024: Artistas invitados, parte 7 - En vivo (con Los Lirios de Santa Fe)
- 2024: Artistas invitados, parte 8 - En vivo (con Marcos Castelló Kaniche)
- 2024: Artistas invitados, parte 9 - En vivo (con Gino Rodríguez)
- 2024: Artistas invitados, parte 10 - En vivo (con Magui Olave)
- 2024: Artistas invitados, parte 11: Vivir lo nuestro - En vivo (con Camila Mercado)
- 2024: Flor pálida (con Chimy G)
- 2024: Mil preguntas
- 2024: Amiga

#### Colaboraciones
- 2011: Díganle (Sergio Torres - Marca registada)
- 2013: Esta noche seré tuya (Roma y su Banda - Dicen que soy mala)
- 2013: Locura de quererte (Sergio Bellotti - Historias de vida)
- 2013: Te amo (Nango - X ley)
- 2014: Hoy tengo ganas de ti (Diana - Tu mayor tentación)
- 2014: Enganchados con invitados (Grupo Alegría - Iluminados)
- 2014: Mañana mañana (MRG)
- 2014: Te amaré más allá (Los Originales de Santa Fe - Más allá)
- 2015: Frente a frente (Nico Martínez - Aún de pie)
- 2018: Vago y parrandero (Grupo Cali - Diferentes)
- 2019: Nadie (Sergio Torres - Inolvidable)
- 2019: Obsesión (Julián Zeballos - Sintiendo)
- 2020: Lo que te di (Grupo Alegría de Santa Fe)
- 2021: El mismo aire (La Banda de Leonel)
- 2022: Desnúdame (Grupo Alegría de Santa Fe)
- 2022: Vivo pensando en ti (La Nueva Sensación)
- 2022: Volando entre tus brazos (Hernán Narváez)
- 2023: Aunque ya no vuelva a verte (Ema Carbonell - El comienzo)
- 2023: Hasta que llegaste tú (Juan José Piedrabuena)
- 2023: Adiós (Magui Olave)
- 2023: Mix Parrandero: Ella se llamaba Marta / En mi cama / Soy negrero / La gorda me quiere (Ezequiel El Brujo)
- 2023: Murió la flor / El reloj / Arrepentida (El Combo 10)
- 2023: El segundo en tu vida / Él te amará / Quédate / Y hubo alguien - En vivo (Marcos Castelló Kaniche)

## Algunos temas interpretados
- Soy negrero
- En mi Cama
- Te ruego me Disculpes
- Dulce y bella
- Corazón en Llamas
- Abrime pronto
- Las estrellas te dirán
- La gente critica
- Una plegaria al viento
- Cumbia del Huy, Huy, Huy
- Perdóname
- Recuerdo
- Dueña de mis ilusiones
- Aquel puñado de arena
- Otro a quien amar
- El rechupete
- Tú Fuiste Mala
- Corazón no Sufras
- Enamorado de Ti
- No Sufras por ser mi Amante
- Esta Noche Quiero Brandy
- Que me des Tu Amor
- Cuando
- El pequeño ladrón
- Porque te quiero hasta el delirio
- Siempre estoy pensando en tí
- La dieta del pollo
- Tu amor me hace bien
- Valió la pena
- No me conoces
- Y hubo alguien
- Hace tiempo
- Tus besos
- No me quiero ir
- Nadie como yo
- De niña a mujer
- Tu mayor tentación
- Placer y olvido
- Nadie
- Distancia
- No te vi crecer
- Flor pálida
- Vete
- Marinero
- Tu boca miente
- Lo que te di
- A quien quiero mentirle
- Espera
- Porqué les mientes
- Escapémonos
- Recuerdos de amor
- Te voy a amar
- El parrandero
- Me enamore
- Diganle
- Sin ti
- Dime si no es verdad
- Miel de tus ojos
- Cautivo de este amor
- El te amará
- El más parrandero
- Amiga
- Confórmame
- Así fue
- Lo que no te di
- Es amor
- Le daré mi corazón
- Si me dejas ahora
- Vivo
- Ese loco que te mira
- Muy dentro de mi
- Que precio tiene el cielo

. Te arrepentirás 